# Anna von Münchhausen (Journalistin)
Anna Freiin von Münchhausen (* 15. Mai 1953 auf Haus Heeren) ist eine deutsche Journalistin und Autorin.

## Leben
Anna von Münchhausen studierte in London und Hamburg Geschichte und Anglistik. Später lernte sie an der Henri-Nannen-Schule Journalismus. In ihrer journalistischen Tätigkeit war sie Redakteurin der ZEIT, stellvertretende Ressortleiterin der Frankfurter Allgemeinen Sonntagszeitung und zuletzt Textchefin der ZEIT.
Darüber hinaus ist Münchhausen als Autorin bekannt geworden. Ihr in der Öffentlichkeit bekanntestes Buch trägt den Titel Der Lügenbaron: Mein phantastischer Vorfahr und ich.
Anna von Münchhausen ist die einzige Tochter des Ernst-Friedemann von Münchhausen und dessen Ehefrau Emilie (Emmy) Gräfin von Plettenberg-Heeren, geb. Gräfin Eckbrecht von Dürckheim-Montmartin, Witwe des Wilhelm-Adolf Graf von Plettenberg-Heeren.

## Veröffentlichungen
- mit Josef Joffe, Michael Naumann (Hrsg.): Das waren die achtziger Jahre. Rückblick auf ein Jahrzehnt, das uns bevorsteht. Rowohlt, Reinbek bei Hamburg 1982, ISBN 3-499-14887-0.
- Eine Stunde für mich allein. Das Verwöhnprogramm für gestreßte Mütter. Wunderlich, Reinbek 1999, ISBN 3-8052-0664-X.
- Beitrag in Oliver Roland (Hrsg.): Einmal Capri – Immer Capri. Caprigeschichten von heute. Anthologie. Azur, Mannheim 2008, ISBN 978-3-934634-41-1.
- Der Lügenbaron. Mein phantastischer Vorfahr und ich. Kindler, Hamburg 2020, ISBN 978-3-463-00014-5.